# 陈元良
陈元良（1911年—1986年），男，四川梓潼人，中华人民共和国政治人物，曾任安徽省高级人民法院院长，安徽省经济委员会主任，安徽省建设委员会主任，安徽省人大常委会副主任。